# ZorgSaam Ziekenhuis
ZorgSaam Ziekenhuis is een onderdeel van de ZorgSaam Zorggroep Zeeuws-Vlaanderen. Het is een ziekenhuis met drie locaties in de regio Zeeuws-Vlaanderen. Locatie De Honte in de Nederlandse stad Terneuzen is de grootste locatie.
Het ziekenhuis in Terneuzen werd in 1988 in gebruik genomen ter vervanging van het Liduinaziekenhuis in Hulst, het Elisabethziekenhuis in Sluiskil en het Julianaziekenhuis in Terneuzen.
De andere locaties zijn Antonius in Oostburg en polikliniek Liduina in Hulst.